# Patio andaluz (película)
Patio andaluz es una película española de comedia musical estrenada en 1958, coescrita y dirigida por Jorge Griñán y protagonizada en los papeles principales por Ana Mariscal y Rafael Albaicín.

## Sinopsis
Alegría, prometida del marqués Rafael, conoce durante la Semana Santa a un famoso torero y se enamora de él. Mari Paz, la novia del torero, urde una estratagema para deshacer ese amorío, que termina por dar resultado con Alegría rompiendo con el torero, quien afectado por lo sucedido se pasa la noche anterior a su corrida de la Maestranza bebiendo. Al día siguiente sufre una cogida que le impedirá seguir toreando. A partir de entonces se dedicará a cantar por los pueblos y, poco a poco, se irá haciendo famoso.

## Reparto
- Ana Mariscal como Alegría
- Laura Valenzuela como Mari Paz
- Rafael Albaicín como Torero José Reyes
- José Luis Ozores como Curro
- Rafael Luis Calvo como El marqués Rafael
- Fernando Delgado como Amigo de José
- Antonio Ozores como Chistoso
- María Luz Galicia
- Luisa Puchol
- Fernando Sancho